# Johann Philipp Neumann

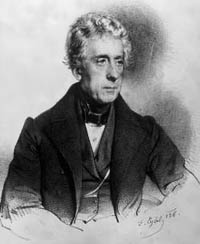
Litografia di Neumann di Franz Eybl.

Johann Philipp Neumann (Třebíč, 27 dicembre 1774 – Vienna, 3 ottobre 1849) è stato un fisico, bibliotecario e poeta austriaco.

## Biografia
Nato in Moravia completò i suoi studi all'Università di Vienna. Nel 1803 divenne professore di fisica al locale liceo. Nel 1806 divenne professore all'Università di Graz e nel 1811 venne eletto rettore.
Nel 1815 divenne professore al Politecnico di Vienna (ora Università tecnica di Vienna). Vi fondò la biblioteca nel 1816, che diresse fino al 1845.
Neumann fu amico del compositore Franz Schubert e adattò la traduzione di Shakuntala di Georg Forster a libretto per l'opera, che Schubert iniziò a comporre nel 1820 ma non completò mai. Neumann, un uomo di chiesa ma liberale, era interessato a semplici musiche che potessero essere cantate dalla "più ampia possibile congregazione di fedeli". A questo scopo, scrisse i testi per 8 inni e una traduzione del Padre nostro. Commissionò inoltre la Deutsche Messe a Schubert nel 1826.
Si ritirò in pensione nel 1844 e morì a Vienna nel 1849.